# Armoiries de Sao Tomé-et-Principe
Les armoiries de Sao Tomé-et-Principe sont mentionnées dans l'article 14 de la Constitution.
Dans ce blason figure sur un champ d'or, un palmier ; il est surmonté d'un étoile à cinq branches d'azur.
Un faucon et un gris du Congo soutiennent le blason. Dans la partie supérieure, sur une ceinture d'or, la dénomination officielle du pays, en portugais : « República Democrática de São Tomé e Príncipe » (« République démocratique de Sao Tomé-et-Principe »).
Dans la partie inférieure du blason, on peut lire la devise officielle du pays: « Unidade - Disciplina - Trabalho » (« Unité - Discipline - Travail »).

## Historique

Armoiries de Sao Tomé-et-Principe, du 8 mai 1935 au 11 juin 1951.
Armoiries de Sao Tomé-et-Principe, du 11 juin 1951 au 12 juillet 1975.
Armoiries de Sao Tomé-et-Principe simplifiées, du 8 mai 1935 au 12 juillet 1975.